# Schizogonie (X-Files)
Schizogonie (Schizogeny) est le 9e épisode de la saison 5 de la série télévisée X-Files. Dans cet épisode, Mulder et Scully enquêtent sur des parricides.

## Résumé
À Coats Grove, Michigan, Booby Rich, un adolescent, a une violente dispute avec Phil, son beau-père. Il s'enfuit dans un verger et y est poursuivi par Phil. Plus tard, lorsque la mère de Bobby entre dans le verger, elle y découvre le corps de Phil enterré dans la boue jusqu'aux épaules et semblant s'être étouffé. Bobby est agenouillé à côté de lui, terrifié. Mulder et Scully viennent enquêter. Après avoir autopsié le corps, Scully soupçonne Bobby d'avoir tué son beau-père avec l'aide d'un complice. Mulder interroge Bobby, qui prétend que Phil le frappait régulièrement, ce que confirme plus tard Karin Matthews, la thérapeute de Bobby.

## Distribution
- David Duchovny : Fox Mulder
- Gillian Anderson : Dana Scully
- Chad Lindberg : Bobby Rich
- Sarah-Jane Redmond : Karin Matthews
- Katharine Isabelle : Lisa Baiocchi
- Myles Ferguson : Joey Agostino
- Bob Dawson : Phil Rich
- Cynde Harmon : Patti Rich
- Laurie Murdoch : coroner
- Kate Robbins : tante de Lisa
- Gardiner Millar : M Baiocchi
- George Josef : le gardien du verger
- Christine Anton : le professeur

## Accueil

### Audiences
Lors de sa première diffusion aux États-Unis, l'épisode réalise un score de 12,9 sur l'échelle de Nielsen, avec 19 % de parts de marché, et est regardé par 21,37 millions de téléspectateurs.

### Accueil critique
L'épisode recueille des critiques mitigées. Le site Le Monde des Avengers lui donne la note de 4/4. Dans leur livre sur la série, Robert Shearman et Lars Pearson lui donnent la note de 3,5/5.
Paula Vitaris, de Cinefantastique, lui donne la note de 2/4. John Keegan, du site Critical Myth, lui donne la note de 4/10. Todd VanDerWerff, du site The A.V. Club, lui donne la note de D-.